# Bartolomé Clavero
Bartolomé Clavero Salvador (Madrid, 25 de mayo de 1947-Sevilla, 30 de septiembre de 2022) fue un jurista e historiador español, especialista en historia del derecho. Fue catedrático de historia del derecho y de las instituciones en la Universidad de Cádiz y en la de Universidad de Sevilla, especialista en historiografía del derecho y en instituciones medievales, derecho indígena, memoria histórica, historia constitucional comparada, centrada en las culturas y los derechos.

## Biografía
Hijo del notario y Gobernador civil, José Clavero Núñez (Periana, Málaga) y de Soledad Salvador de Vicente (Ciudad Rodrigo, Salamanca). Aunque nació en Madrid, su infancia transcurrió en la localidad sevillana de Cazalla de la Sierra.  Inició sus primeros estudios en Sevilla. 

### Formación universitaria y compromiso social
Su formación académica comienza en 1964 en la Universidad de Sevilla. 
Hacia los 20 años rompe con el mundo en el que había vivido, el nacionalcatolicismo, tomando conciencia de la dictadura franquista y del entorno social. Es promotor de la cultura underground sevillana, haciendo de letrista de las canciones de la banda de rock Smash y participa en representaciones teatrales de inspiración brechtiana, actividad por la que es fichado por la policía. Son los finales de la década de 1960. Es elegido representante estudiantil opuesto al régimen franquista y miembro del PCE. Siendo profesor adjunto impartirá seminarios sobre marxismo a militantes más jóvenes. Considera a los profesores aún anclados a la (in)cultura oficial franquista o sencillamente inertes para la ciencia, según indica Sebastián Martín
En 1969 termina la licenciatura de Derecho examinándose por libre y el doctorado en la Facultad de Derecho de Sevilla en 1972 con la Tesis Historia institucional del mayorazgo castellano dirigida por José Martínez Gijón.
Para la realización de su tesis doctoral realiza una estancia previa en Roma, haciéndose asiduo de la biblioteca del Instituto Gramsci, estudios de historia social donde se pone en cuestión el relato histórico del nacimiento del Estado moderno (Estado-nación) en el Renacimiento (siglos XV y XVI) por lo que puede considerarse toda la Edad Moderna como premoderna ya que representa la reacomodación de una sociedad estamental gobernada por élites señoriales. Su tema de tesis, sobre la propiedad nobiliaria en Castilla, le permite reconstruir ese contexto de continuidad del feudalismo hasta comienzos del siglo XIX. Con su investigación, logra plantear una visión alternativa del antiguo régimen castellano, así como de la “revolución burguesa” que le puso fin.

### Carrera universitaria
Comienza su labor profesional, centrada en la docencia y la investigación.
En 1979, con 32 años, consigue la cátedra de Historia del Derecho, en contra del cacique supremo de la materia, el franquista Alfonso García Gallo. Es apoyado por Francisco Tomás y Valiente, quien considera su maestro así como de su director de tesis, José Martínez Gijón, y el sustento de catedráticos respetados como Ramón Carande, permiten vencer las resistencias que contra cualquier apertura cultural aún se planteaban en nuestra universidad.
Después de conseguir la cátedra (1979), prosigue su docencia como catedrático de Historia del Derecho en la Facultad de Derecho de Jerez de la Frontera, perteneciente a la Universidad de Cádiz (1980-1987) y posteriormente en la misma Facultad de la Universidad de Sevilla.
Amigo personal de Francisco Tomás y Valiente, asesinado por la banda terrorista ETA, escribió su biografía en 1996.

## Investigación

### La continuidad feudal en la época moderna en Castilla
Clavero Salvador realizó estudios sobre numerosos temas, desde su tesis sobre la 'Historia institucional del mayorazgo castellano' donde realiza un acercamiento profundo sobre la propiedad nobiliaria en Castilla y la continuidad del feudalismo durante la época moderna que perdurará hasta comienzos del siglo XIX, dando una visión nueva y alternativa del antiguo régimen castellano. Además de la figura del mayorazgo, también investigará sobre la usura, el concepto del Estado en el Antiguo Régimen que exclusivamente protegía a las élites del antiguo régimen. Su visión, con una orientación sociológica basada en el materialismo histórico resultó muy polémica para la orientación tradicionalista y franquista del área de la Historia del Derecho en España.

### Memoria histórica
La mayoría de sus trabajos de investigación sobre memoria histórica se centran en Indoamérica, sobre todo en el reconocimiento de genocidios antiguos y presentes. También ha dedicado artículos a la memoria histórica en España. Clavero era plenamenta consciente de que era un hijo de vencedores del Golpe de Estado en España de julio de 1936 y la guerra civil española, y sin conciencia suficiente e ignorando que vivíamos sobre un solar patrio preñado de una legión de cadáveres sin identificar. ...(eramos) hijos e hijas del franquismo, en el campo antifranquista de la transición. Así es como hemos sido miopes, ilusos y decepcionantes. El tiempo ha dicho.

### Historia constitucional comparada y derecho indígena
Comienza sus estudios constitucionales centrándose en España y luego extendiéndose de otros países. En España justifica la pervivencia del derecho foral en la Constitución española de 1978. Los valores democráticos están en la historia constitucional si bien estos han sido tradicionalmente conculados. Se trataría, por tanto, no solamente de recoger los calores democráticos, sino de respetarlos.
Investigará como encajar constitucionalmente a las instituciones históricos de aquellos pueblos que no tienen Estados. Denuncia que a los pueblos indígenas o pueblos originarios no se les reconoce ni escucha. Estarían desprotegidos, sin derechos ni reconocimiento. Clavero participará en numerosas sesiones como observador de las Naciones Unidas.

## Publicaciones

### Libros
Cronología inversa
- 2019 - Constitución a la deriva: Imprudencia de la justicia y otros desafueros. Pasado y Presente. ISBN 9788494970665
- 2016 - Constitucionalismo colonial, UAM, ISBN 978-84-8344-537-2
- 2015 - Los Derechos y los Jueces [1988]. Madrid. Civitas. ISBN 978-84-9135-976-0
- 2014 - Derecho global, Trotta, ISBN 978-84-9879-503-5
- 2014 - España [1978], Marcial Pons, ISBN 978-84-15963-16-5
- 2013 - El árbol y la raíz, Crítica, ISBN 978-84-9892-526-5
- 2008 - Genocide or Ethnocide, 1933-2007, Milán, Giuffre.
- 2007 - El Orden de los Poderes, Trotta, ISBN 978-84-8164-912-3
- 2005 - Freedom's Law and Indigenous Rights. Berkeley, California, Estados Unidos. Robbins Collection -- School of Law. 202. ISBN 1-882239-16-4
- 2005 - Tratados con Otros Pueblos y Derechos de Otras Gentes en la Constitución de Estados Por América. Madrid. Centro de Estudios Políticos y Constitucionales. 150. ISBN 84-259-1286-5
- 2004 - Pueblos, Nación, Constitución. En torno a 1812, junto a Marta Lorente Sariñena y José María Portillo, Ikusager, ISBN 978-84-85631-98-8
- 2002 - Genocidio y Justicia. la Destrucción de las Indias, Ayer y Hoy. Madrid,. Marcial Pons. ISBN 85-953794-6-7
- 2002 - Historia y derecho indígenas, Universidad de Sevilla, ISBN 978-84-95454-85-0
- 2000 - Ama Llunku, Abya Yala : Constituyencia Indígena y Código Ladino Por América. Madrid. Centro de Estudios Políticos y Constitucionales. 483. ISBN 84-259-1122-2
- 1997 - Happy Constitution. Madrid. Trotta.
- 1996 - La Grâce Du Don. París. Albin Michel.
- 1996 - Tomás y Valiente: una Biografía Intelectual. Milán. Giuffrè.
- 1995 - Diritto Della Società Internazionale. Milano. Jaca Book.
- 1994 - Derecho Indígena y Cultura Constitucional en América. México. Siglo XXI.
- 1994 - Historia del Derecho: Derecho Común. Salamanca. Universidad de Salamanca. ISBN 978-84-7481-774-4
- 1991 - Antidora. Antropología Católica de la Economía Moderna. Milán. Giuffrè.
- 1991 - Razón de Estado, Razón de Individuo, Razón de Historia. Madrid. Centro de Estudios Políticos y Constitucionales.
- 1989 - Manual de Historia Constitucional de España. Madrid. Alianza Editorial.
- 1989 - Mayorazgo. Madrid. Siglo XXI.
- 1988 - Los Derechos y los Jueces.
- 1986 - Tantas Personas Como Estados. Madrid. Tecnos.
- 1985 - Fueros Vascos. Historia en Tiempos de Constitución. Barcelona. Ariel.
- 1985 - Usura. del Uso Económico de la Religión en la Historia. Madrid. Tecnos.
- 1984 - Autonomía Regional y Reforma Agraria. Jerez. Fundación Universitaria de Jerez.
- 1984 - Evolución Histórica del Constitucionalismo Español. Madrid. Tecnos.
- 1982 - El Código y el Fuero. Madrid. Siglo XXI.
- 1978 - España

### Artículos
Pueden consultarse algunas de las publicaciones de Bartolomé Clavero en:
- Dialnet - Publicaciones de Bartolomé Clavero Salvador

En prensa
- Bartolomé Clavero en El Diario